# دوغلاس ر. كامبل
دوغلاس ر. كامبل هو قاضي كندي، ولد في 27 أغسطس 1945 في كالغاري في كندا.